# Placówka Straży Celnej „Boruszowice”
Placówka Straży Celnej „Boruszowice” – jednostka organizacyjna Straży Celnej pełniąca w okresie międzywojennym służbę ochronną na granicy polsko-niemieckiej.

## Formowanie i zmiany organizacyjne
Na wniosek Ministerstwa Skarbu, uchwałą z 10 marca 1920 roku, powołano do życia Straż Celną. Od połowy 1921 roku jednostki Straży Celnej rozpoczęły przejmowanie odcinków granicy od pododdziałów Batalionów Celnych. Proces tworzenia Straży Celnej trwał do końca 1922 roku. Placówka Straży Celnej „Boruszowice” weszła w podporządkowanie komisariatu Straży Celnej „Kalety” z Inspektoratu SC „Tarnowskie Góry”.
W drugiej połowie 1927 roku przystąpiono do gruntownej reorganizacji Straży Celnej. W praktyce skutkowało to rozwiązaniem tej formacji granicznej. Ochronę północnej, zachodniej i południowej granicy państwa przejęła powołana z dniem 2 kwietnia 1928 roku Straż Graniczna.
Z dniem 2 kwietnia 1828 przekazano placówkę „Boruszowice” do komisariatu „Tarnowskie Góry”

## Funkcjonariusze placówki
Kierownicy placówki
| stopień          | imię i nazwisko, numer   | okres pełnienia służby  | kolejne stanowisko |
| ---------------- | ------------------------ | ----------------------- | ------------------ |
| starszy strażnik | Józef Laz(s)ończyk (568) | był w 1926 – był w 1928 |                    |

Obsada personalna placówki w 1926:
- starszy strażnik Józef Lasończyk (568)
- starszy strażnik Wawrzyniec Szczecina (912)
- strażnik Tadeusz Zdulski (1139)
- strażnik Józef Owczarek (1192)
- strażnik Franciszek Adamczyk (77)
- strażnik Jan Fuchs (215)
- strażnik Wincenty Bełkot (33)
- strażnik Józef Kotyczka (518)
- strażnik Izydor Nowak (507)
- strażnik Józef Małysz (795)